# 新營副產加工廠

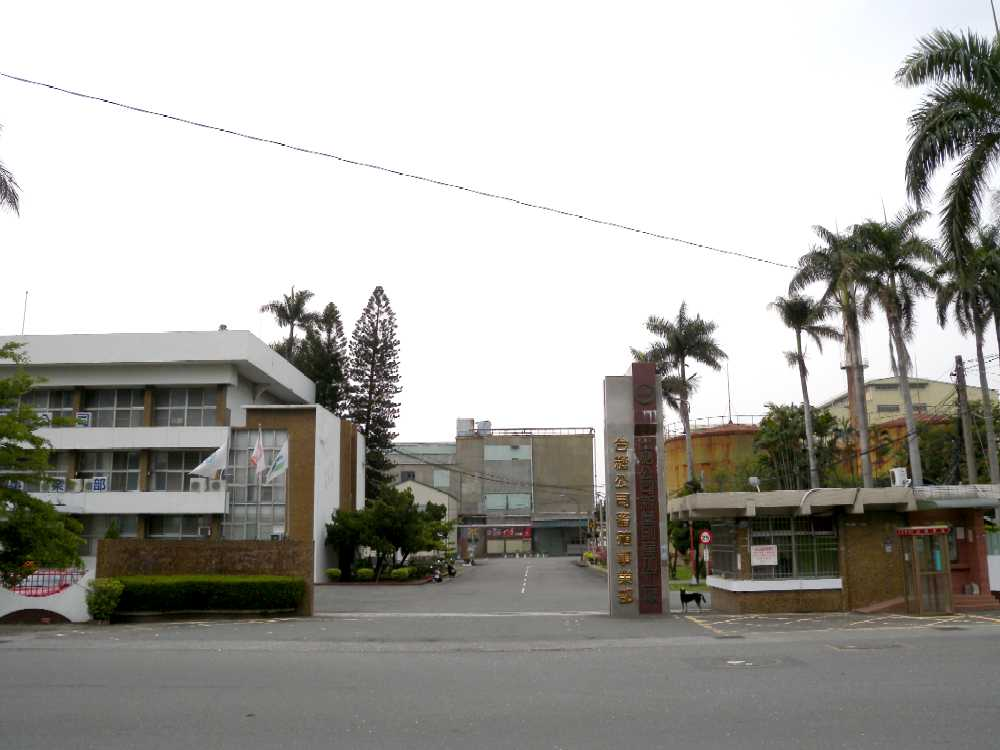
畜殖事業部（原新營副產加工廠）

新營副產加工廠，為台灣糖業公司的酵母工廠，開始營運時曾被報導為「全世界最大的酵母工廠」。該廠生產酵母粉、健素糖等產品，酵母粉每日產量可達40公噸，於1994年停止運轉。

## 沿革
該工廠前身為鹽水港製糖株式會社的新營酒精工場。台糖公司為了多角化經營，利用糖蜜發酵加工來生產酵母粉，同時為配合畜殖業務需要，利用酵母粉製作養豬飼料，因而決定利用酒精工場廠房設備籌建酵母工廠。1954年成立酵母工廠籌建工程處，1956年6月完成，定名新營副產加工廠。
新營副產（酵母）加工廠於1957年1月26日舉行開工典禮，新營副產加工廠包含酒精工場、飼料工場、調理食品工場及有機質肥料場等。新營副產加工廠原隸屬於1973年10月1日成立的「台灣糖業公司副產處」，1994年7月1日更名為「產品開發處」；2003年2月1日成立「生物科技事業部」，產品開發處同時撤銷。

## 現況
新營副產加工廠於2004年3月1日撤銷後，各項業務移轉生物科技事業部、畜殖事業部及台南區處等單位。原新營副產加工廠辦公大樓由畜殖事業部使用。2019年4月9日，以「台糖柳營酵母暨飼料工廠」的名稱公告為臺南市的歷史建築。

## 特色
酵母工廠的屋頂為芬克式屋架結構，內部機械設備錯綜複雜、保存完整，為目前所知台灣少數存有酵母粉及健素糖生產之機具，與廠房整體形成特殊空間特色，為臺灣日治末期至戰後建築史及產業技術史之重要見證。且呈現臺糖產業發展過程，為美援時期經濟建設中極具代表性的產業建築。

## 外部連結
- 台糖全球中文入口網 （页面存档备份，存于）